# 卡泰耶
卡泰耶（Kataiya），是印度比哈尔邦Gopalganj县的一个城镇。总人口17896（2001年）。

## 人口
该地2001年总人口17896人，其中男性9284人，女性8612人；0—6岁人口3312人，其中男1726人，女1586人；识字率42.07%，其中男性为53.16%，女性为30.12%。